# Ministerio de Hacienda (Brasil)
El Ministerio de Hacienda —en portugués, Ministério da Fazenda (MF)— es el órgano que, en la estructura administrativa de la República Federativa de Brasil, cuida de la formulación y ejecución de la política económica nacional, de la administración de la Hacienda de la Unión, por medio de su Secretaría del Tesoro Nacional y de la administración superior de la estructura fiscal federal, por medio de su Secretaría de la Receta Federal. Su autoridad superior es el ministro de Estado de Hacienda.

## Etimología
La etimología de la palabra "Hacienda" procede del Latín, "cosas que deben ser hechas". Pero también quiere decir "tesoro público" en portugués. El término fue utilizado por primera vez en 1821, cuando fue creada la Secretaría de Estado de los Negocios y de la Hacienda. Antes de esa época, en 1808, las finanzas nacionales eran administradas por el Tesoro General y Público o Erário. En esa misma época la corte portuguesa se trasladó desde Lisboa a Río de Janeiro. El nombre de Ministerio de Hacienda apareció por primera vez en 1891, años después de la proclamación de la República y ha sido utilizado hasta el presente, con la excepción del Gobierno de Collor de Melo, a comienzos de la década de 1990, en que se renombró como Ministerio de Economía, Hacienda y Planificación, a fin de reducir los gastos del gobierno uniendo tres ministerios en un solo. España y Chile, también llaman Ministerio de Hacienda al órgano gubernamental que gestiona los ingresos directos e indirectos de esos países.

## Denominación de los titulares de la cartera de Hacienda
- 1808 - Ministro y Secretario de Estado de los Negocios de Brasil y de la Hacienda y Presidente de Real Erário[8]
- 1821 - Ministro y Secretario de los Negocios de la Hacienda y Presidente del Tesoro Público
- 1831 - Ministro y Secretario de Estado de los Negocios de la Hacienda y Presidente del Tribunal del Tesoro Público Nacional
- 1891 - Ministro y Secretario de Estado de los Negocios de la Hacienda y Presidente del Tribunal del Tesoro Nacional
- 1893 - Ministro de Estado de los Negocios de la Hacienda
- 1967 - Ministro de Estado de la Hacienda
- 1990 - Ministro de Estado de la Economía, Hacienda y Planificación.
- 1992 - Ministro de Estado de la Hacienda.

## Creación del Ministerio de la Hacienda
La situación creada por la llegada de la Corte de Lisboa a Brasil en 1808, con la transformación de la colonia en sede de la metrópoli, exigía una nueva organización local de las finanzas públicas. Conocedor de esa necesidad, el príncipe regente, Don João, por medio del Alvará de 28 de junio de 1808, creó el Erário Régio y el Consejo de Hacienda, con la finalidad de centralizar todos los negocios pertenecientes a la recaudación, distribución y administración de la Real Hacienda.
Implantado por Don Fernando José de Portugal, el Erário Régio operó inicialmente en los moldes de Real Erário de Lisboa y transfirió temporalmente el poder decisorio sobre las finanzas de la Corona para lo Brasil. A pesar de constituir, durante el periodo colonial, un aparato simplificado de administración, representó el primer núcleo céntrico de estruturação fazendária, el cual dio origen al actual Ministerio de la Hacienda.
Al largo de la historia, los titulares del Erário Régio, así como de los órganos que lo sucedieron, fueron designados de diferentes modos, tales como: Ministro y Secretario de Estado de los Negocios de Brasil y de la Hacienda y Presidente de Real Erário (1808); Ministro y Secretario de Estado de los Negocios de la Hacienda y Presidente del Tesoro Público (1821); Ministro y Secretario de Estado de los Negocios de la Hacienda y Presidente del Tribunal del Tesoro Público Nacional (1831); Ministro de Estado de los Negocios de la Hacienda y Presidente del Tribunal del Tesoro Nacional (1891); Ministro de Estado de los Negocios de la Hacienda (1893); Ministro de Estado de la Hacienda (1967); Ministro de Estado de la Economía, Hacienda y Planificación (1990); y Ministro de Estado de la Hacienda (1992).
La denominación "Ministerio de la Hacienda" sólo fue oficialmente adoptada en 1891, durante el Gobierno de Deodoro de Fonseca, con la implantación de la República. A ese respeto, cabe señalar que el nombre "Hacienda" entró en uso en Brasil para designar los hayas, bienes y productos de crédito y contribución, así como la renta de la nación. Como estos recursos eran provenidos principalmente de las sesmarias, tierras destinadas a la producción, el término tomó, entonces, el significado de finanzas.
Ruy Barbosa, el primer titular de la Carpeta en el periodo de la República, fue responsable por una reforma monetaria y bancaria, con la intención de desplazar el eje de la economía brasileña de la agricultura para la industria, abandonando el lastro-oro y fomentando la organización de empresas por el sistema bancario.
Hoy, el Ministerio de la Hacienda es responsable por la formulación y ejecución de la política económica de Brasil. Su área de actuación comprende asuntos diversos, de entre los cuales se destacan: moneda, crédito e instituciones financieras; política y administración tributaria; administración financiera y contabilidad pública; deuda pública; negociaciones económicas internacionales; precios en general; tarifas públicas y administradas; fiscalización y control del comercio exterior; y acompañamiento de la coyuntura económica.
"Si la actuación del Ministerio de la Hacienda constituía pieza esencial en la dirección de los negocios públicos, ella enfrentó, desde el inicio, y continuaría enfrentando durante todo el periodo imperial, múltiples dificultades decurrentes, en parte, de la herencia colonial, pero también de las limitaciones inevitables de un país nuevo que debía organizarse casi a partir de la estaca cero, a la vez que, debido a este mismo hecho, no disponía de los recursos financieros, ni sobre todo de los recursos humanos exigidos por tal emprendimiento". – Tramo del libro Historia Administrativa de Brasil de Mircea Buescu.

## Historia del Ministerio de Hacienda
El Ministerio de la Hacienda fue creado inicialmente con el nombre de "Erário Régio" por el Alvará de 28 de junio de 1808, con la finalidad de centralizar todos los negocios pertenecientes a la recaudación, distribución y administración de la Real Hacienda.
Operó inicialmente en los moldes de Real Erário de Lisboa y transfirió temporalmente el poder decisorio sobre las finanzas de la Corona para lo Brasil. A pesar de constituir, durante el periodo colonial, un aparato simplificado de administración, representó el primer núcleo céntrico de estruturação fazendária, el cual dio origen al actual Ministerio de la Hacienda.
D. João VI estableció el Erário en Río de Janeiro a través de un alvará en 28 de junio de 1808. La carpeta fue entregue a D. Fernando José de Portugal, considerando el primero a ocupar el cargo de Ministro de la Hacienda de Brasil. El cargo se llamaba formalmente Ministro y Secretario de Estado de los Negocios de Brasil y de la Hacienda y Presidente de Real Erário.

## Estructura organizativa
- Gabinete del Ministro de la Hacienda (GMF)[9]
- Ouvidoria-General del Ministerio de la Hacienda
- Secretaría Ejecutiva (SE)
- Subsecretaria para Asuntos Económicos (SPAE)
- Subsecretaria de Gestión Estratégica (SGE)
- Subsecretaria de Planificación, Presupuesto y Administración (SPOA)

## Órganos Singulares
- Secretaría de la Receta Federal de Brasil (RFB)[9]
- Secretaría de Política Económica (SPE)
- Secretaría de Acompañamiento Económico (SEAE)
- Secretaría del Tesoro Nacional (STN)
- Secretaría de Asuntos Internacionales (SAIN)
- Procuraduría General de la Hacienda Nacional (PGFN)
- Escuela de Administración Fazendária (ESAF)

## Órganos Colegiados
- Consejo Monetario Nacional (CMN)[9]
- Consejo Nacional de Política Fazendária (CONFAZ)
- Consejo de Recursos del Sistema Financiero Nacional (CRSFN)
- Consejo Nacional de Seguros Privados (CNSP)
- Consejo de Recursos del Sistema Nacional de Seguros Privados, de Sanidad Abierta y de Capitalização (CRSNSP)
- Consejo de Control de Actividades Financieras (COAF)
- Consejo Administrativo de Recursos Fiscales (CARF)
- Comité Brasileño de Nomenclatura (CBN)
- Comité de Evaluación de Créditos al Exterior (COMACE)
- Comité Coordinación Gerencial de las Instituciones Financieras Públicas
- Comité Gestor del Simple Nacional

## Entidades vinculadas

### Autarquías
- Comisión de Valores Mobiliarios (CVM)[9]
- Superintendência de Seguros Privados (Susep)
- Banco Céntrico de Brasil (BACEN)

### Empresas públicas
- Casa de la Moneda de Brasil (CMB)[9]
- Servicio Federal de Procesamiento de Datos (Serpro)
- Caja Económica Federal (CEF)
- Empresa Gestora de Activos (EMGEA)

### Sociedades de Economía Mixta
- Banco de Brasil (BB)[9]
- Instituto de Resseguros de Brasil (IRB)
- Banco de la Amazônia (BASA)
- Banco del Nordeste de Brasil (BNB)